# 가나아시촌
가나아시촌(金足村)은 아키타현 미나미아키타군에 설치되었던 촌이다.